# Dormitator
Dormitator is een geslacht van straalvinnige vissen uit de familie van slaapgrondels (Eleotridae). Het geslacht is voor het eerst wetenschappelijk beschreven in 1861 door Gill.

## Soorten
- Dormitator latifrons (Richardson, 1844)
- Dormitator lebretonis (Steindachner, 1870)
- Dormitator maculatus (Bloch, 1792)
- Dormitator pleurops (Boulenger, 1909)
- Dormitator cubanus Ginsburg, 1953
- Dormitator lophocephalus Hoedeman, 1951